# Spigolatura (uccelli)

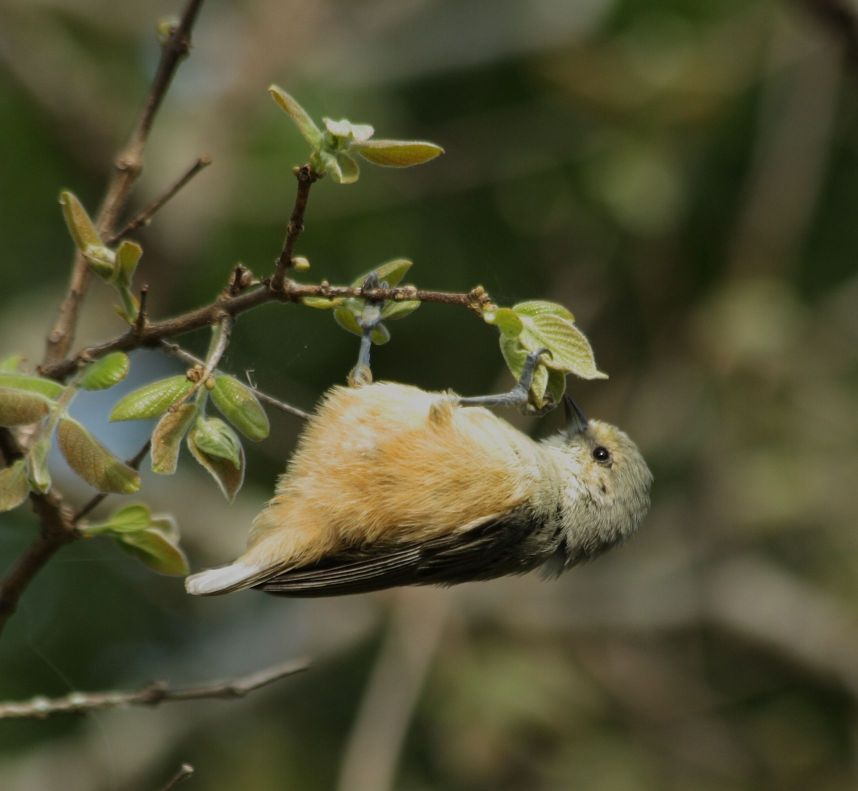
Un esemplare di Anthoscopus caroli appeso alla fine di un ramo intento a spigolare

Per spigolatura s'intende una strategia nutritiva degli uccelli, attraverso la quale riescono a catturare in genere piccoli invertebrati, prevalentemente artropodi, beccando il fogliame, il suolo, anfratti, o persino, in caso di necessità, animali vivi. Questa strategia è opposta a quella di catturare gli insetti in volo. Con questo termine, negli uccelli, non ci si riferisce a semi o frutti, per i quali si usa il termine 'beccare'. 
La spigolatura è comune in molte specie di uccelli, come Sittidae, Paridae, alcuni Trochilidae e Cuculidae. Molti uccelli usano differenti strategie, a seconda della disponibilità e dell'abbondanza di cibo in un dato periodo.